# Cantonul Montluçon-Nord-Est
Cantonul Montluçon-Nord-Est este un canton din arondismentul Montluçon, departamentul Allier, regiunea Auvergne, Franța.

## Comune
- Montluçon (parțial, reședință)
- Saint-Victor
- Vaux